# Atletismo nos Jogos Pan-Americanos de 1983 - 800 m feminino
A prova dos 800 m feminino nos Jogos Pan-Americanos de 1983 foi realizada em Havana, Cuba.

## Medalhistas
| Ouro                 | Prata                  | Bronze                    |
| Nery McKeen CUB Cuba | Ranza Clark CAN Canadá | Alejandra Ramos CHI Chile |

## Resultados
| Posição           | Nome             | Nacionalidade      | Tempo   | Notas |
| ----------------- | ---------------- | ------------------ | ------- | ----- |
| Medalha de ouro   | Nery McKeen      | CUB Cuba           | 2:02.20 |       |
| Medalha de prata  | Ranza Clark      | CAN Canadá         | 2:02.44 |       |
| Medalha de bronze | Alejandra Ramos  | CHI Chile          | 2:03.65 |       |
| 4                 | Christine Slythe | CAN Canadá         | 2:03.71 |       |
| 5                 | Eloína Kerr      | CUB Cuba           | 2:04.96 |       |
| 6                 | Diana Richburg   | USA Estados Unidos | 2:05.29 |       |
| 7                 | Angelita Lind    | PUR Porto Rico     | 2:07.19 |       |
| 8                 | Lee Arbogast     | USA Estados Unidos | 2:07.83 |       |